# Татаренер
Татаренер (мар. Часамласола) — деревня в Новоторъяльском районе Республики Марий Эл. Входит в состав Чуксолинского сельского поселения.

## География
Находится в северо-восточной части республики Марий Эл на расстоянии приблизительно 10 км по прямой на северо-восток от районного центра посёлка Новый Торъял.

## История
Деревня возникла в 1966 году после объединения деревень Верхний и Нижний Татаренер. В 1970 году здесь числилось 40 хозяйств, 145 человек, в 1996 году — 39 хозяйств, 98 жителей, в 2002 года оставалось 28 дворов. Деревня являлась центром 2-го отделения агрофирмы «Немдинская», где были механизированный зерноток, мастерская по ремонту техники, свиноферма.

## Население
Население составляло 101 человек (мари 100 %) в 2002 году, 68 в 2010.

## Известные уроженцы
Таныгин Гавриил Фёдорович (1931—2015) — марийский советский и российский деятель культуры, дирижёр, педагог. Главный дирижёр, главный хормейстер Марийского театра оперы и балеты имени Э. Сапаева. Главный дирижёр-постановщик первой марийской оперы «Акпатыр» (1963). Заслуженный деятель искусств РСФСР (1970).